# Qiaoxi (sockenhuvudort i Kina, Jiangxi Sheng, lat 28,39, long 114,77)
Qiaoxi är en sockenhuvudort i Kina. Den ligger i provinsen Jiangxi, i den sydöstra delen av landet, omkring 110 kilometer väster om provinshuvudstaden Nanchang. Antalet invånare är 16 052. Befolkningen består av 7 825 kvinnor och 8 227 män. Barn under 15 år utgör 21,0 %, vuxna 15-64 år 70 %, och äldre över 65 år 7,0 %.
Runt Qiaoxi är det ganska tätbefolkat, med 222 invånare per kvadratkilometer. Närmaste större samhälle är Xinchang, 1,2 km öster om Qiaoxi. Trakten runt Qiaoxi består till största delen av jordbruksmark.
Genomsnittlig årsnederbörd är 2 214 millimeter. Den regnigaste månaden är maj, med i genomsnitt 382 mm nederbörd, och den torraste är oktober, med 45 mm nederbörd.